# Ust´-Niem
Ust´-Niem (ros. Усть-Нем) – wieś (sieło) w Rosji, w Komi, w rejonie ust-kułomskim. W 2010 liczyła 706 mieszkańców.